# Héctor Sabatino Cardelli
Héctor Sabatino Cardelli (Godoy, 30 de agosto de 1941 - San Nicolás, 7 de noviembre de 2022) fue un sacerdote argentino, que ejerció como obispo de la Diócesis de San Nicolás de los Arroyos hasta el 11 de noviembre de 2016.

## Biografía

### Primeros años y sacerdocio
Nació en Godoy, provincia de Santa Fe, el 30 de agosto de 1941; ordenado sacerdote el 21 de septiembre de 1968, en Rosario, por Mons. Guillermo Bolatti, arzobispo de Rosario. Fue párroco desde 1976 de la parroquia María Madre de la Iglesia, situada en barrio Matheu de Rosario, a quien impulsó con vigor para desarrollar su escuela. 
Mons. Héctor Cardelli fue el fundador de la Pastoral Familiar en la Parroquia María Madre de la Iglesia y en la actualidad se continúa firmemente con esta catequesis.

### Obispo
Fue elegido obispo titular de Fornos Maggiore y auxiliar de Rosario el 15 de mayo de 1995 por San Juan Pablo II; ordenado obispo el 14 de julio de 1995 en Rosario, por Mons. Eduardo Vicente Mirás, arzobispo de Rosario (co-consagrantes: Mons. Mario Maulión, obispo de San Nicolás de los Arroyos y Mons. Jorge M. López, arzobispo emérito de Rosario); trasladado a la diócesis de Concordia el 2 de mayo de 1998, tomó posesión de esta sede el 4 de julio de 1998; trasladado a la diócesis de San Nicolás de los Arroyos el 21 de febrero de 2004; tomó posesión de esta sede e inició su ministerio pastoral como séptimo obispo de San Nicolás el 1 de mayo de 2004.

## En la Conferencia Episcopal Argentina
En la Conferencia Episcopal Argentina es miembro de:
- la Comisión Episcopal de Pastoral Penitenciaria
- la Comisión Episcopal de Liturgia[4]

| Predecesor: Adolfo Gerstner             | Obispo de Concordia 1998 - 2004   | Sucesor: Luis Armando Collazuol |
| Predecesor: Mario Luis Bautista Maulión | Obispo de San Nicolás 2004 - 2016 | Sucesor: Hugo Norberto Santiago |